# Kottsiepen
Kottsiepen ist eine Ortslage im Stadtteil Ronsdorf der bergischen Großstadt Wuppertal. Sie ist aus einem mittelalterlichen Hof hervorgegangen.

## Lage und Beschreibung
Die Ortslage liegt an der gleichnamigen Straße in der Mitte des Wohnquartiers Schenkstraße im Stadtbezirk Ronsdorf in einem Tal auf einer Höhe von 268 m ü. NHN. Der gleichnamige Bach Kottsiepen fließt durch die Ortslage.
Nordöstlich von Kottsiepen befindet sich die Gemeinschaftsgrundschule Ferdinand-Lassalle-Straße, westlich ein diakonisches Zentrum der evangelischen Altenhilfe.

## Etymologie und Geschichte
Der Name Kottsiepen setzt sich aus der Bezeichnung für ein feuchtes Bachtal (siehe Siepen) und einer Personenbezeichnung (vermutlich von Kotten herstammend) zusammen.
Die Hofschaft wurde erstmals im Jahr 1471 als Kottseipere urkundlich erwähnt. In der frühen Neuzeit gehörte sie zu der Honschaft Erbschlö im bergischen Amt Beyenburg. 1710 sind in Kottsiepen zwei Wohnhäuser belegt.
Auf der Topographia Ducatus Montani des Erich Philipp Ploennies aus dem Jahre 1715 ist der Hof als Korzieben verzeichnet. Auf der Topographischen Aufnahme der Rheinlande von 1824 ist der Ort als Kottsiepen und auf der Preußischen Uraufnahme von 1843 als im Kottsiepen verzeichnet.
1832 gehörte Kottsiepen zur Boxberger Rotte des ländlichen Außenbezirks der Stadt Ronsdorf. Der laut der Statistik und Topographie des Regierungsbezirks Düsseldorf als Weiler kategorisierte Ort besaß zu dieser Zeit fünf Wohnhäuser und zwei landwirtschaftliche Gebäude. Zu dieser Zeit lebten 59 Einwohner im Ort, alle evangelischen Glaubens. Im Gemeindelexikon für die Provinz Rheinland von 1888 werden sechs Wohnhäuser mit 61 Einwohnern angegeben.
Als ein Beispiel für historische Gebäude in Kottsiepen ist das unter Denkmalschutz stehende Doppelhaus Kottsiepen 32/34 zu erwähnen. Bis Ende der 1960er Jahre war die Ortslage isoliert gelegen, in den Folgejahren rückte die Bebauung näher an Kottsiepen heran und grenzt mittlerweile direkt an die älteren Gebäude der Hofschaft.
Die heutige Straße und Sackgasse Kottsiepen wird über die Schenkstraße angebunden und ist nicht mehr durchgehend befahrbar, sondern in einen nördlichen und südlichen Teil getrennt.